# جان نیکیسلاو بودوئن دو کورتنه

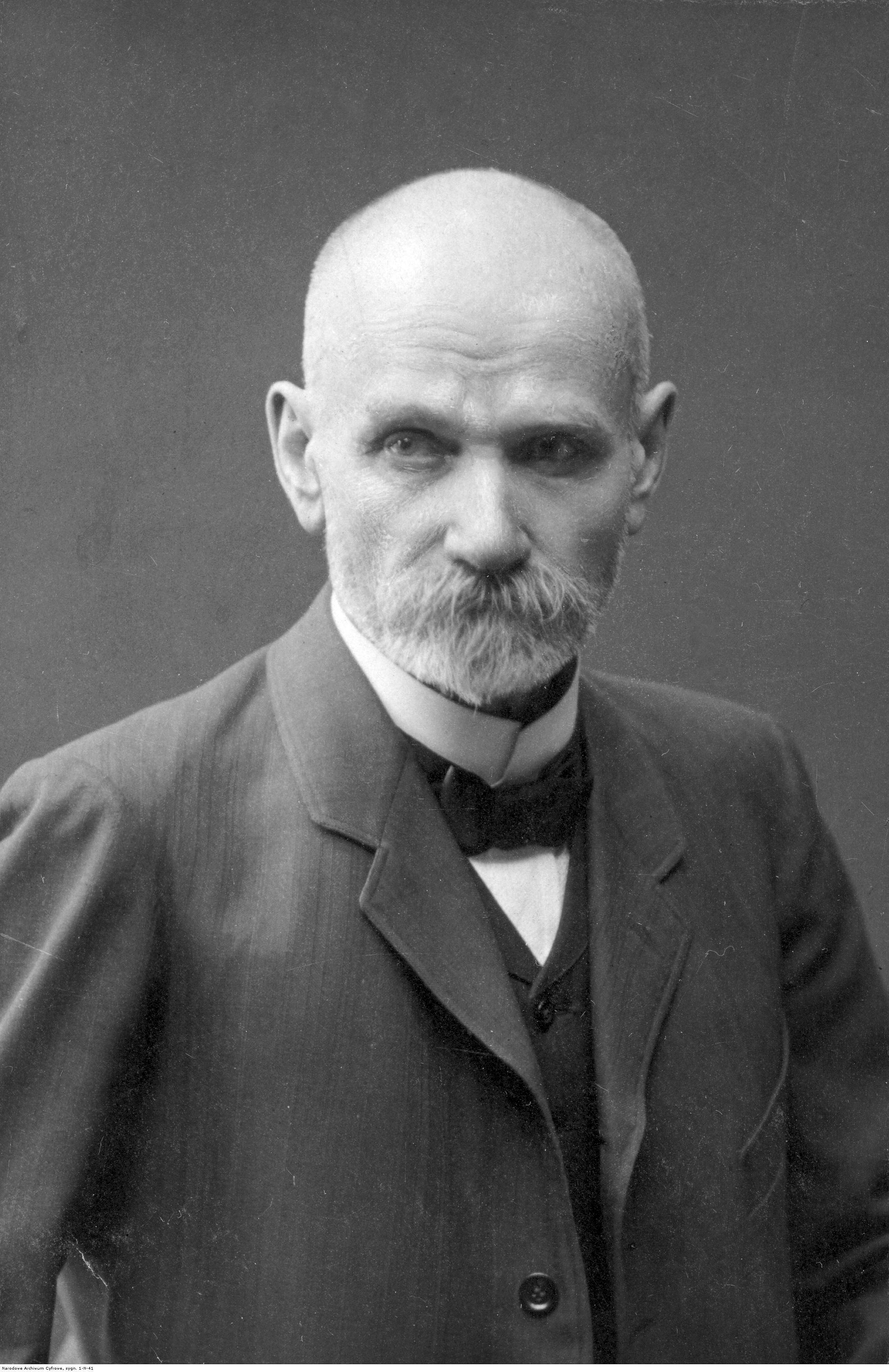
پرترهٔ یان نیسیسلاو بودوئن دوکورتنه

یان نیسیسلاو بودوئن دوکورتنه (۱۳ مه ۱۸۴۵ - ۳ نوامبر ۱۹۲۹) زبان‌شناس لهستانی بود. او بیشتر به دلیل نظراتش در زمینه واج‌شناسی و «تناوب آوایی» شناخته می‌شود. نظرات او در زمینه آواشناسی و واج‌شناسی، الهام‌بخش زبان‌شناسان مکتب پراگ بود. بودوئن را نخستین بنیان‌گذار واج‌شناسی در مفهوم مطالعه نقش‌مدارانه آواهای گفتار به شمار می‌آورند.

## زندگی
دوکورتنه در لهستان به دنیا آمد. او از اعضای شاخه لهستانی یک خانواده اشرافی قدیمی فرانسه بود که سابقه‌شان به قرون وسطی بازمی‌گشت. در ورشو، پراگ، ینا، برلین، لایپزیک و سن‌پترزبورگ به مطالعه زبان‌های اسلاونیک و زبان‌شناسی تاریخی پرداخت. دکترای خود را در سن‌پترزبورگ گرفت. به مدت هشت سال، یعنی از ۱۸۷۵ تا ۱۸۸۳ در دانشگاه غازان واقع در روسیه خدمت کرد و با میکولای کروزفسکی، هم‌وطن روان‌شناس و فیلسوف خود، همکاری نزدیک داشت. در دوره همکاری‌اش با کروزفسکی، به آراء بسیاری دست یافت که همگی در زبان‌شناسی ساخت‌گرای اروپایی نفوذ و تأثیر عمیق بر جا گذاشت. در ۱۸۹۳، کرسی زبان‌های اسلاونیک را در کراکوف احراز کرد. در ۱۹۰۰ به سن‌پترزبورگ بازگشت، ولی در آنجا به سبب نگارش مطالبی علیه دستگاه حاکمه در ۱۹۱۳ به زندان افتاد. پس از جنگ جهانی اول به ورشو بازگشت. در آنجا چندی به تدریس پرداخت و در سال ۱۹۲۹ همان جا درگذشت.